# Abd-ru-shin
Oskar Ernst Bernhardt, píšící pod pseudonymem Abd-ru-shin (18. dubna 1875 Bischofswerda, Německo – 6. prosince 1941 Kipsdorf, Německo), byl německý spisovatel, omylem uváděný jako zakladatel Hnutí grálu.

## Život
Oskar Ernst Bernhardt se narodil v hornolužickém městečku Bischofswerda v Sasku nedaleko českých hranic. Pocházel z dobře situované rodiny majitele koželužství a hostince. Rodiče mu určili dráhu obchodníka. Po absolvování obchodní školy se stal nejdříve samostatným podnikatelem a později podílníkem ve firmě zaměřené na export a import. To mu umožnilo v letech 1900 až 1914 cestovat téměř po celém světě. V roce 1897 se oženil s Marthou Oeserovou, s kterou měl dvě děti, Herberta a Edith. Po delším pobytu v USA (1911–12) kvůli studiím odcestoval do Velké Británie. Tam ho však zastihlo vypuknutí první světové války. Jako německého občana ho v roku 1915 internovali do internačního tábora na ostrově Man. Tam setrval až do roku 1919. V první světové válce mezitím padl jeho devatenáctiletý syn.
Cestování se mu stalo podnětem k započetí spisovatelské činnosti. Své dojmy z cest zpracoval v románech, cestopisech a divadelních hrách. Odpovědi na podstatné otázky života začal sepisovat v roce 1923 v podobě přednášek. Uveřejňoval je pod jménem Abd-ru-shin. Tyto přednášky se staly základem jeho hlavního díla Ve světle Pravdy: Poselství Grálu (první verze vyšla v roce 1926).
V září 1924 se po rozvodu se svou první ženou Martou oženil s vdovou Marií Freyerovou, která do manželství přivedla tři děti, Irmgardu (Irmingard), Alexandra a Elisabeth. V roce 1928 koupil bývalý myslivecký dům v tyrolském Vomperbergu nedaleko Innsbrucku.
Časem se do blízkosti Abd-ru-shinova nového sídla přestěhovali jeho nejbližší spolupracovníci, čímž postupně začala vznikat osada Grálu. Tato se měla stát ukázkou myšlenky, že mezi lidmi různých stupňů vzdělanosti, různých náboženství a národností může vzniknout radostné působení v plné harmonii, jestliže je spojuje stejný duchovní cíl. Tento společný cíl podle něj přináší jím napsané Poselství Grálu.
V den anšlusu Rakouska 12. března 1938 byl Abd-ru-shin zatčen a umístěn ve vazbě v Innsbrucku, odkud byl propuštěn v září téhož roku. Vyšetřován ve vazbě byl už v roce 1936, kvůli údajnému devizovému přečinu. Po 4 měsících vazby byl propuštěn, když se prokázala jeho nevina. Několikrát byl obviněn z manipulace s lidmi za účelem získání jejich majetku a bylo na něj podáno několik obvinění od zástupců místní katolické církve. Všechna tato obvinění byla nakonec u soudu vyvrácena. Tehdy se též ukázalo, že byl vězněn i v letech 1901 a 1902. Osada Grálu byla zabavena, jeho majetek vyvlastněn a nacisté zakázali rozšiřování Abd-ru-shinova učení. Po těžkém věznění byl se svou rodinou z Rakouska vyhoštěn a byl mu přikázán nucený pobyt v Německu (na německé straně Krušných hor, v saském lázeňském městečku Kipsdorf, dnes místní část Altenbergu) pod stálým policejním dohledem. Měl zakázáno veřejně šířit své učení a ani jeho stoupenci ho nesměli navštěvovat. 
Na následky tělesného a duševního strádání, způsobeném nepřátelstvím lidí a pronásledováním nacisty, zemřel v Kipsdorfu 6. prosince 1941. Pohřben byl 11. prosince v Bischofswerdě. V roce 1949 bylo tělo převezeno do Vomperbergu, kde je pohřben v hrobce ve tvaru malé pyramidy.

## Dílo
- Ve Světle Pravdy – Poselství Grálu (vyd. 1931)
- Doznívání k Poselství Grálu, svazek I. (vyd. 1934)
- Odpovědi na otázky (byly otiskovány průběžně v letech 1926–1937 časopisech Gralsblätter (Listy Grálu), Der Ruf (Volání) a Die Stimme (Hlas))
- Jednotlivé číslované přednášky z cyklu Doznívání k Poselství Grálu vydávané v letech 1934-37

## Citáty
- Kdo se nesnaží, aby slovo Páně také správně pochopil, ten se proviňuje!
- Udržuj krb svých myšlenek čistý! Založíš tak mír a budeš šťasten!
- Jen ten, kdo sám se pohybuje, může se duchovně dostati kupředu.
- Duchovní chléb osvěžuje bezprostředně. Pravda občerstvuje a Světlo oživuje!
- Cesta k Nejvyššímu otvírá se před každým člověkem! Učenost není branou, která k ní vede!